# 遮光罩

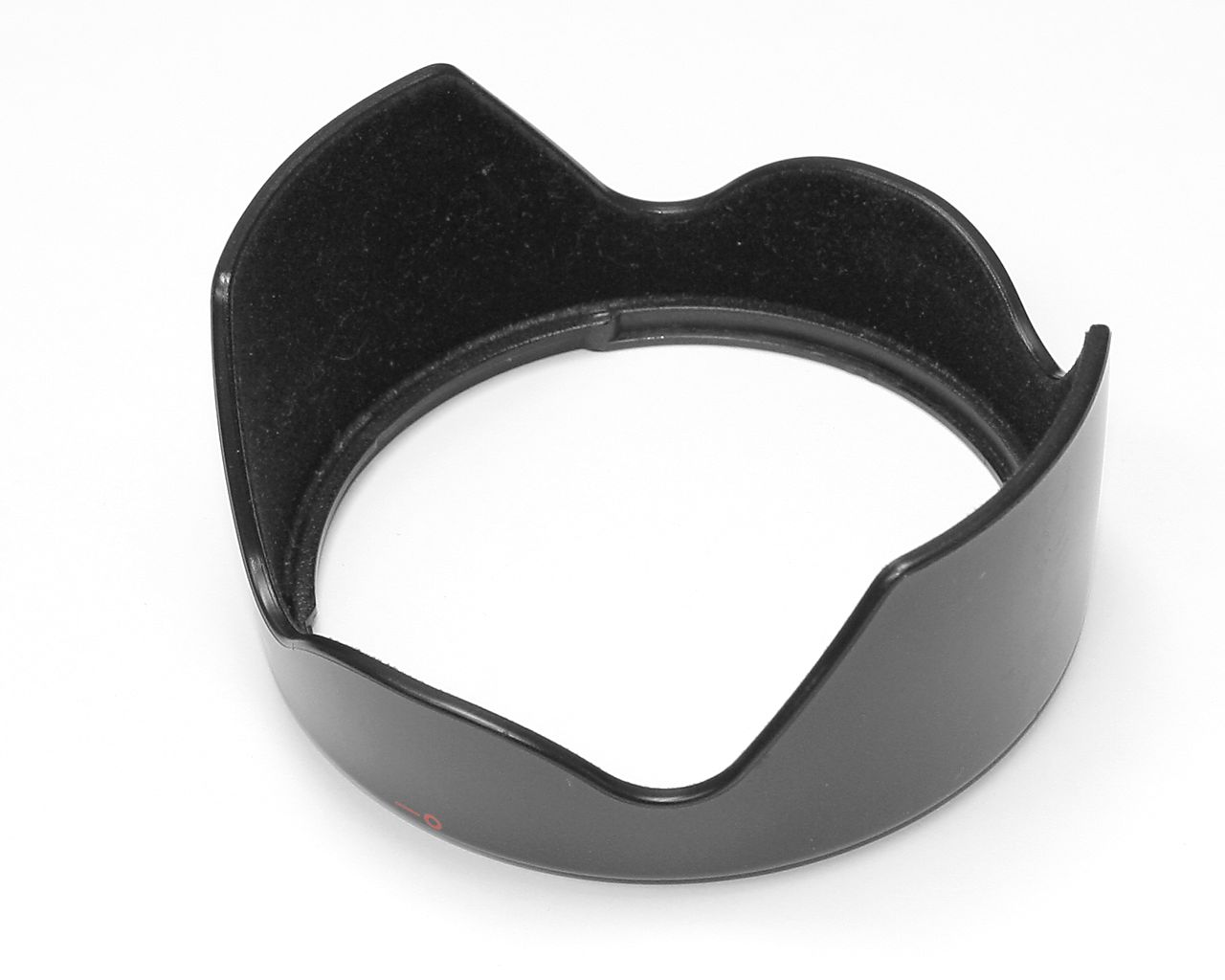

遮光罩是摄影时装在照相机镜头前，用以遮挡多余光线，防止发生镜头眩光的装置。多为金属、塑料等材质。形状多为花型和圆筒状。使用遮光罩能够有效防止镜头周围干扰光进入镜头，提高成像的清晰度与色彩还原。主要用于逆光拍摄。

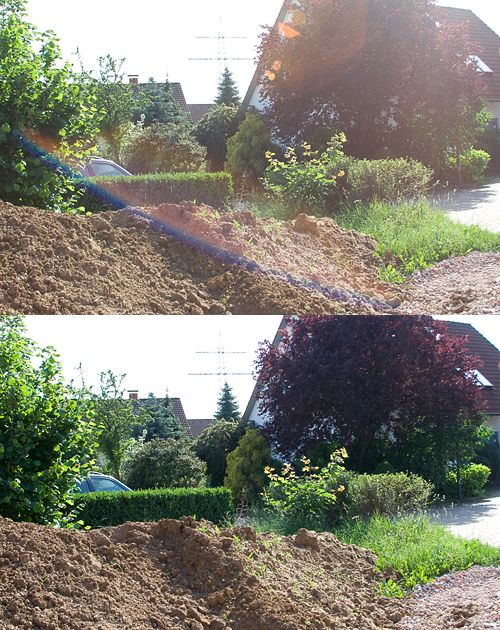
遮光罩的作用

另外遮光罩可以保护镜头，起到一定防雨、防碰效果。